# Mačko Dràgàn
 (août 2025).
Motif : Sourçage primaire
- Archive Wikiwix
- Bing
- Cairn
- DuckDuckGo
- E. Universalis
- Gallica
- Google
- G. Books
- G. News
- G. Scholar
- Persée
- Qwant
- (zh) Baidu
- (ru) Yandex
- (wd) trouver des œuvres sur Wikidata

| 1. | Préciser le motif de la pose du bandeau. | Précisez le motif de la pose du bandeau en utilisant la syntaxe suivante : {{admissibilité à vérifier\|date=août 2025\|motif=remplacez ce texte par le motif}}                    |
| 2. | Informer les utilisateurs concernés.     | Pensez à avertir le créateur de l'article, par exemple, en insérant le code ci-dessous sur sa page de discussion : {{subst:avertissement admissibilité à vérifier\|Mačko Dràgàn}} |

 (août 2025).
Philémon Mačko Dràgàn est un auteur, journaliste, vidéaste et activiste anarchiste né en 1990, et vivant à Nice. 
Travaillant notamment pour Streetpress et rédacteur en chef de la revue Mouais, co-réalisateur de films documentaires (le dernier, Dalleuses, avec l'autrice Lauren Malka), il s'intéresse aux questions liées aux mouvements sociaux, à l'anarchie et aux violences policières. Proche de l'activiste Cédric Herrou et membre de son association Emmaüs-Roya, il a couvert ses procès et réalisé divers articles au sujet de la situation à la frontière franco-italienne, dont l'un a été cité en ouverture de revue de presse de France Inter. Il est également auteur. 

## Sources
Notice "Mačko Dràgàn" sur cairn.info
Contester l'ordre policier. Mačko Dràgàn, un anar en Estrosie, par Livia Garrigue, Mediapart, 19 novembre 2020
La littérature, encore !, par Cécile Dutheil de la Rochère, En attendant Nadeau, 13 février 2024
La littérature peut-elle casser des vitres ? Mačko Dràgàn et la littérature-molotov, entretien réalisé par Lundimatin, 21 février 2024